# Marian Drăgulescu
Marian Drăgulescu (n. 18 decembrie 1980, București, România) este un fost gimnast român.

## Carieră
La Campionatele Europene din 2004 a câștigat patru medalii de aur, devenind astfel unul dintre principalii pretendenți la medaliile olimpice la Jocurile Olimpice de vară din 2004 de la Atena (Grecia).
La Olimpiada de la Atena (Grecia), Drăgulescu și-a ajutat echipa la câștigarea medaliei de bronz. De asemenea, a câștigat medalia de argint la sol și medalia de bronz la sărituri. 
Drăgulescu și-a anunțat retragerea din activitatea competițională în 2005, dar a revenit asupra deciziei sale participând la Campionatele Mondiale din 2005 de la Melbourne (Australia) unde a câștigat medalia de aur la sărituri.
În 2012 Federația Română de Gimnastică a decis să nu-l includă pe lista participanților la Jocurile Olimpice de la Londra.
În 2021 s-a retras din activitatea sportivă.

## Palmares
| An   | Competiție                                      | E | IC | S | P | CM | BF | I | Sol |
| ---- | ----------------------------------------------- | - | -- | - | - | -- | -- | - | --- |
| 1998 | Campionatele Europene (Sankt Petersburg, Rusia) | 3 |    |   |   |    |    |   |     |
| 1999 | Campionatele Mondiale (Tianjin, China)          |   |    | 4 |   |    |    |   |     |
| 2000 | Campionatele Europene (Bremen, Germania)        |   | 3  | 6 |   |    |    |   | 1   |
| 2000 | Jocurile Olimpice (Sydney, Australia)           | 6 | 13 |   |   |    |    |   | 6   |
| 2001 | Campionatele Mondiale (Gent, Belgia)            | 6 | 9  | 1 |   |    |    |   | 1   |
| 2002 | Campionatele Europene (Patras, Grecia)          | 1 |    | 1 |   |    |    |   | 3   |
| 2002 | Campionatele Mondiale (Debrecen, Ungaria)       |   |    | 7 |   |    |    |   | 1   |
| 2003 | Campionatele Mondiale (Anaheim, SUA)            | 5 | 6  | 2 |   |    |    |   | 4   |
| 2004 | Campionatele Europene (Ljubliana, Slovenia)     | 1 | 1  | 1 |   |    |    |   | 1   |
| 2004 | Jocurile Olimpice (Atena, Grecia)               | 3 | 8  | 3 |   |    |    |   | 2   |
| 2005 | Campionatele Mondiale (Melbourne, Australia)    |   |    | 1 |   |    |    |   | 7   |
| 2006 | Campionatele Mondiale (Aarhus, Danemarca)       |   |    | 1 |   |    |    |   | 1   |
| 2008 | Jocurile Olimpice (Beijing, China)              | 7 |    | 4 |   |    |    |   | 7   |
| 2009 | Campionatele Mondiale (Londra, Marea Britanie)  |   |    | 1 |   |    |    |   | 1   |
| 2017 | Campionatele Europene (Cluj Napoca, România)    |   |    | 2 |   |    |    |   | 1   |

Legendă: E = echipe, IC = individual compus, S = sărituri, P = paralele, CM = cal cu mânere, BF =bară fixă, I = inele